# 鍾寶華
鍾寶華，字蒔山，浙江蕭山縣人，清朝政治人物，進士出身。
咸豐六年（1856年）丙辰科二甲第一名進士，改庶吉士、翰林院編修。同知三年，任陝甘學政，后改右中允、左中允。同知九年，兼任日講起居注官。同知十二年，任翰林院侍講學士、四川鄉試正考官。